# František Graus
František Graus (* 14. Dezember 1921 in Brünn; † 1. Mai 1989 in Basel) war ein tschechoslowakischer Historiker.

## Leben und Wirken
František Graus’ Vater war der Kaufmann Bruno Graus.
Wegen seiner jüdischen Abstammung wurde er im November 1941 ins Ghetto Theresienstadt deportiert, von dort im Herbst 1944 in das KZ Auschwitz. In Theresienstadt gehörte er mit seiner Freundin zu der relativ großen illegalen kommunistischen Zelle. Er arbeitete hier in der sogenannten „Talmudhundertschaft“, die die beschlagnahmten hebräischen Bücher aus jüdischen Bibliotheken katalogisieren musste.
Nach dem Krieg studierte er an der Universität Prag Geschichte und wurde 1948 promoviert. 1951 habilitierte er sich. Von 1953 bis 1969 war er ordentlicher Professor für Mittelalterliche Geschichte an der Tschechoslowakischen Akademie der Wissenschaften in Prag. Nach dem Prager Frühling emigrierte er 1969 aus der Tschechoslowakei in die Bundesrepublik Deutschland, wo er zunächst als Gastprofessor an der Universität Konstanz und dann von 1970 bis 1972 als ordentlicher Professor für Mittelalterliche Geschichte an der Justus-Liebig-Universität Gießen tätig war. Von 1972 bis 1989 war er ordentlicher Professor für Mittelalterliche Geschichte an der Universität Basel.
Graus hat neben wichtigen und die Forschung anregenden sozial- und strukturgeschichtlichen Monographien bedeutende Studien zu Fragen historischer Traditionsbildung vorgelegt, zusammengefasst im magistralen Werk Lebendige Vergangenheit. Überlieferung im Mittelalter und in den Vorstellungen vom Mittelalter (1975). Ein weiterer Forschungsschwerpunkt von Graus war die Geschichte der Juden und anderer Randgruppen im Mittelalter. Von 1953 bis 1969 war Graus Chefredakteur von Československý časopis historický (Tschechoslowakische historische Zeitschrift). Graus war außerdem Mitglied der Vereinigung für Verfassungsgeschichte und des Konstanzer Arbeitskreises für mittelalterliche Geschichte. Bei der Frühjahrstagung 1985 des Konstanzer Arbeitskreises über „Mentalitäten im Mittelalter“ wies Graus auf ein grundlegendes methodisches und erkenntnistheoretisches Problem hin: Dem Historiker komme der „eigene Geist“ in die Quere. Er stehe stets in der Versuchung, bei der Erforschung der Mentalitäten anderer Zeiten oder Menschen diesen die eigenen Vorstellungen aufzuerlegen.

## Ehrungen
Für seine Forschungen wurden Graus zahlreiche wissenschaftliche Ehrungen und Mitgliedschaften zugesprochen. 1958 erhielt er den Nationalpreis der Tschechoslowakei. Die Universität Gießen verlieh ihm 1968 die Ehrendoktorwürde.

## Schriften (Auswahl)
Monographien
- Volk, Herrscher und Heiliger im Reich der Merowinger. Studien zur Hagiographie der Merowingerzeit. Prag 1965.
- Struktur und Geschichte. Drei Volksaufstände im mittelalterlichen Prag (= Vorträge und Forschungen. Sonderband 7). Thorbecke, Sigmaringen 1971 (online).
- Lebendige Vergangenheit. Überlieferung im Mittelalter und in den Vorstellungen vom Mittelalter. Böhlau, Köln u. a. 1975, ISBN 3-412-11875-3.
- Die Nationenbildung der Westslawen im Mittelalter. Thorbecke, Sigmaringen 1980, ISBN 3-7995-6103-X.
- Pest – Geißler – Judenmorde. Das 14. Jahrhundert als Krisenzeit. Vandenhoeck & Ruprecht, Göttingen 1987, ISBN 3-525-35622-6 (Rezension). 3. Auflage 1994.
- Ausgewählte Aufsätze 1959–1989. Thorbecke, Stuttgart 2002, ISBN 3-7995-6655-4 (UB Heidelberg).

Herausgeberschaften
- Mentalitäten im Mittelalter. Methodische und inhaltliche Probleme (= Vorträge und Forschungen. Bd. 35). Thorbecke, Sigmaringen 1987, ISBN 3-7995-6635-X. (online).